# Комаревский стан
Комаревский стан располагался в юго-западной части Коломенского уезда (по доекатерининскому административно-территориальному делению). Впервые упоминается в духовной Дмитрия Донского (1389). Административный центр — с. Комарево. Стан просуществовал до губернской реформы Екатерины II. В настоящее время на территории стана находится Озёрский район Московской области.

## Погосты
На территории Комаревского стана существовали четыре погоста:
- на речке Коширке, устье речки Хочемки с церковью Дмитрия Солунского
- на речке Селижаровке с церковью Григория Богослова
- в Обухове с церковью Николы Чудотворца
- погост с церковью Ильи Пророка

## Поселения
На территории Комаревского стана располагались следующие населённые пункты (ныне в Озёрском районе Московской области):
- Александровка
- Батайки
- Болотово
- Возцы
- Зыбино
- Комарево
- Кременье
- Лаптево
- Нивки
- Речицы
- Старое
- Суково
- Хочемы